# Max Weiß (Offizier)
Max Weiß (* 19. Juli 1874 in Wittenberg; † nach 1944) war ein deutscher Major, Politiker und Landrat sowie Forschungsreisender und Topograf in Zentral- und Ostafrika.

## Leben
Max Weiß schlug zunächst die militärische Laufbahn ein. 1895 wurde er Sekondeleutnant im Infanterie-Regiment „Herzog Karl von Mecklenburg-Strelitz“ (6. Ostpreußisches) Nr. 43 der Preußischen Armee in Königsberg und 1899 in das Eisenbahn-Regiment Nr. 1 in Berlin versetzt. Später diente Weiß als Hauptmann im Infanterie-Regiment Nr. 148. 1901 wurde er zum Reichskolonialamt abkommandiert. Er absolvierte ein zweisemestriges Studium an der Universität Göttingen.
Von 1902 bis 1905 war er Mitglied der Deutsch-Englischen Grenzexpedition im Norden Deutsch-Ostafrikas. 1906 wurde er zur Landesaufnahme an die trigonometrische Abteilung des Großen Generalstabes kommandiert. 1907/08 nahm er als Topograph an der Deutschen Wissenschaftlichen Zentralafrika-Expedition des Herzogs Adolf Friedrich zu Mecklenburg teil. Nach seiner Rückkehr wurde Weiß 1911 an der Universität Rostock mit der Arbeit „Die geschichtliche Entwicklung der Photogrammetrie und ihre Bedeutung für Geographen und Forschungs-Reisende“ als aktiver Oberleutnant zum Dr. phil. promoviert. 1912 nahm er Abschied aus dem Militärdienst und trat in das Reichskolonialamt über.
Während des Ersten Weltkrieges war er von 1914 bis 1916 beim Stab der 8. und 9. Armee. 1916/17 nahm er als Bataillonskommandeur im Reserve-Infanterie-Regiment Nr. 226 an den Kämpfen an der Ost- und Westfront teil. Zuletzt diente er als Major 1917/18 als Abteilungsleiter im Kriegspresseamt.
Ab 1918 war Weiß in der Deutschnationalen Volkspartei tätig, zunächst ehrenamtlich, ab Juni 1919 als Landesgeschäftsführer im Landesverband Potsdam, ab 1920 dann als Hauptgeschäftsführer der Partei in Berlin bis zum Jahre 1929. Er leitete auch deren Deutschnationale Schriftenvertriebsstelle.
1933 wurde er zunächst kommissarisch, ab 1934 endgültig Landrat des Landkreises Niederbarnim. Er gab u. a. den Verwaltungsbericht „Fünf Jahre Aufbauarbeit im Kreis Niederbarnim 1. Apr. 1933 – 31. März 1938“ heraus. Seine Amtszeit endete wohl im November 1944, als sein Nachfolger Oskar Funk kommissarisch berufen wurde.

## Veröffentlichungen
- Die Völkerstämme im Norden Deutsch-Ostafrikas 1910. K. Marschner, Berlin 1910. (Reprint: New York, London : Johnson, 1971)
- Die geschichtliche Entwicklung der Photogrammetrie und die Begründung ihrer Verwendbarkeit für Meß- und Konstruktionszwecke. Strecker & Schröder, Stuttgart 1913.
- Was haben wir noch zu hoffen? Erw. Vortrag über das Thema: „Die deutschen Unabhängigen, Kommunisten u. d. russ. Bolschewistenherrschaft“. geh. am 18. Dez. 1920 in Berlin. 1921. Berlin : Deutschnationale Schriftenvertriebsstelle.
- Frankreichs Vernichtungswille: Ein Rüstzeug für alle, die die Wahrheit suchen! Eine Frage an das Ausland Brunnen-Verlag, Berlin 1923.
- Deutschnationale Politik von Januar 1925 bis Januar 1927. Deutschnationale Schriftenvertriebsstelle. Berlin 1927
- Der Nationale Wille, Werden und Wirken der DNVP 1918–1928. 1928.
- Fünf Jahre Aufbauarbeit im Kreis Niederbarnim 1. Apr. 1933-31. März 1938.
- Zwischen Schorfheide und Spree. Heimatbuch des Kreises Niederbarnim Brunnen-Verlag, Berlin 1940.